# Mickey Hatcher
Michael Vaughn Hatcher (né le 15 mars 1955 à Cleveland, Ohio, États-Unis) est un ancien joueur de la Ligue majeure de baseball. Il y a évolué de 1979 à 1990 pour les Twins du Minnesota et les Dodgers de Los Angeles.
Il se distingue pour ses performances en général, et ses deux coups de circuit en particulier, dans la Série mondiale 1988 remportée par les Dodgers. 
Joueur d'utilité,,, Mickey Hatcher a disputé la plupart de ses matchs au champ extérieur, mais a aussi évolué au premier but et au troisième but, en plus de remplir à l'occasion avec les Twins le rôle de frappeur désigné.

## Carrière de joueur
Joueur des Sooners de l'université d'Oklahoma, Mickey Hatcher est un repêché au 5e tour de sélection par les Dodgers de Los Angeles en 1977. Joueur occasionnel pour les Dodgers à la fin de la saison 1979 et en 1980, il est échangé aux Twins du Minnesota pour le voltigeur de centre Ken Landreaux le 30 mars 1981. Hatcher évolue 6 ans pour les Twins, d'abord comme réserviste, ensuite comme joueur à temps plein. En 1983 et 1984, il enchaîne deux saisons où sa moyenne au bâton est supérieure à ,300 : il frappe pour ,317 en 106 matchs la première de ses deux saisons, et en 1984 il frappe pour ,302 avec des sommets en carrières pour les coups sûrs (174), les doubles (35), les triples (5), les points marqués (61) et les points produits (69). Malgré son utilisation sporadique, Hatcher est un favori des partisans des Twins, mais il est libéré de son contrat après des performances modestes au camp d'entraînement du printemps 1987.
Agent libre, il retourne chez les Dodgers de Los Angeles. Son ancienne équipe, les Twins, remportent la Série mondiale en 1987, mais la saison suivante c'est au tour des Dodgers de se lancer à la conquête du titre. Durant la saison régulière 1988, Hatcher n'apparaît que dans 88 matchs, fréquemment comme frappeur suppléant, et maintient une moyenne au bâton de ,293. Il ne s'attend pas à jouer beaucoup en séries éliminatoires, mais le jeu erratique de Franklin Stubbs au premier but incite les Dodgers à faire débuter Hatcher à cette position dans les 6 derniers des 7 matchs de la Série de championnat de la Ligue nationale contre les Mets de New York. Los Angeles gagne la Série mondiale 1988 sur les A's d'Oakland. En première manche du premier match, au Dodger Stadium, Hatcher frappe un coup de circuit contre le lanceur Dave Stewart et se fait remarquer par son enthousiasme débordant et son sprint autour des buts,, qu'il contourne si vite qu'il en dépasse presque son coéquipier Steve Sax, qui marque sur le jeu le premier des deux points. Hatcher, qui n'a frappé que 8 circuits en saison régulière et n'en comptera que 38 à la fin de sa carrière, en ajoute un autre de deux points, encore une fois en première manche et cette fois contre le lanceur Storm Davis, dans le 5e et dernier match d'une série finale où il frappe pour ,368 avec 7 coups sûrs, 5 points produits, 5 points marqués et une moyenne de puissance de ,737. Ses performances pour les champions du baseball majeur auraient pu lui valoir le titre de joueur par excellence de la Série mondiale, mais c'est plutôt son coéquipier lanceur Orel Hershiser qui reçoit le prix.
Mickey Hatcher joue sa dernière saison à Los Angeles en 1990. Il a disputé 1 130 matchs dans le baseball majeur, compte 946 coups sûrs, 172 doubles, 20 triples, 38 circuits, 375 points produits, 348 points marqués et 11 buts volés. Sa moyenne au bâton en carrière s'élève à ,280 et sa moyenne de présence sur les buts à ,313.

## Carrière d'instructeur
En 1991, Hatcher est engagé comme instructeur des Dukes d'Albuquerque, le club-école de niveau AAA des Dodgers. En 1993 et 1994, il est instructeur au niveau majeur avec les Rangers du Texas. De retour dans les ligues mineures, Hatcher est en 1996 et 1997 le gérant des Dodgers de Great Falls, un club de la Pioneer League, au niveau Recrues, qui est affilié aux Dodgers de Los Angeles. En 1998, il est aux commandes du Stampede de San Bernardino, le club-école de niveau A des Dodgers en California League.
En 1999, Hatcher est réuni avec son ancien coéquipier des Dodgers Mike Scioscia, cette fois chez les Dukes d'Albuquerque dans les ligues mineures. Scioscia dirige cette équipe et Hatcher est l'instructeur des frappeurs. Lorsque Scioscia devient gérant des Angels d'Anaheim pour la 2000, Hatcher l'accompagne et il demeure instructeur des frappeurs de l'équipe jusqu'en 2012. Il savoure au passage la conquête par la franchise de la Série mondiale 2002.